# Новаковец, Степан Денисович
Степан Денисович Новаковец (1916, село Лугинки Волынской губернии, теперь Лугинского района Житомирской области — ?) — советский партийный деятель, председатель Ровенского облисполкома. Член Ревизионной комиссии КПУ в 1966 — 1976 г. Депутат Верховного Совета УССР 3-го и 7-9-го созывов.

## Биография
Родился в крестьянской семье.
В 1934 году окончил Кировоградский педагогический техникум.
В 1934 — 1937 г. — учитель, старший пионервожатый школ Одесской и Житомирской областей, инспектор Лугинского районного отдела народного образования Житомирской области.
С декабря 1937 г. — служил в Красной армии. Участник Великой Отечественной войны: парторг 134-го танкового полка. В 1945 — старший инструктор политотдела Сызранского танкового училища.
Член ВКП(б) с 1939 года.
В 1945 — 1946 г. — заместитель управляющего Житомирского областного треста «Маслопром».
В 1946 — январе 1948 г. — заведующий организационно-инструкторского отдела Житомирского городского комитета КП(б)У. В январе 1948 — декабре 1949 г. — 2-й секретарь Андрушевского районного комитета КП(б)У Житомирской области.
В декабре 1949 — феврале 1963 г. — 1-й секретарь Вчорайшанского районного комитета КП(б)У Житомирской области, 1-й секретарь Красноармейского районного комитета КПУ Ровенской области, 1-й секретарь Млиновского районного комитета КПУ Ровенской области, 2-й секретарь Ровенского областного комитета КПУ.
Образование высшее. Окончил Высшую партийную школу при ЦК КПУ.
13 февраля 1963 — 1965 г. — председатель Комитета партийно-государственного контроля Ровенского областного комитета КПУ и Ровенского облисполкома.
В мае 1965 — июле 1977 г. — председатель исполнительного комитета Ровенского областного совета депутатов трудящихся.

## Звание
- капитан

## Награды
- орден Красной Звезды (1943)
- медали